# Thomas Routledge
Thomas William Routledge (* 18. April 1867 in Liverpool, Vereinigtes Königreich Großbritannien und Irland; † 9. Mai 1927 in Billingham, Vereinigtes Königreich) war ein südafrikanischer Cricketspieler, der zwischen 1892 und 1896 für die südafrikanische Nationalmannschaft spielte.

## Aktive Karriere
Geboren in England, gab Routledge sein First-Class-Debüt in der Saison 1889/90 und spielte in der Folge für Transvaal. Als England in der Saison 1891/92 nach Südafrika kam, wurde er in die Nationalmannschaft für den einzigen Test der Tour berufen. Als Spieler fiel er vor allem durch seinen harten Schlag als Batter auf. Er war auch Teil des südafrikanischen Teams das in der Saison 1894 nach England reiste, dort jedoch keine First-Class-Spiele bestritt. Beim nächsten Besuch Englands in Südafrika war er erneut Teil des Nationalteams und kam in allen drei Spielen zum Einsatz. Jedoch war seine beste Leistung lediglich 24 Runs in seinem letzten Test.

## Nach der aktive Karriere
Routledge verstarb im Jahr 1927 in England im Alter von 60 Jahren.